# Leonid Kantorovich
Leonid Vitaliyevich Kantorovich (em russo:  Леонид Витальевич Канторович; (São Petersburgo, 19 de janeiro de 1912 — Moscou, 7 de abril de 1986) foi um matemático e economista russo de origem judaica.
Foi laureado com o Prémio de Ciências Económicas em Memória de Alfred Nobel de 1975.
Foi um dos pioneiros da técnica de programação linear, como instrumento do planejamento econômico.
Graduado em matemática na Universidade de Leningrado, de 1926 a 1930, foi depois professor, de 1934 a 1960, com doutorado obtido em 1935. Na década de 1930 trabalhou com análise funcional, quando desenvolveu muitos princípios fundamentais da análise numérica, quando os computadores eram ainda incipientes.
Em 1971 entrou para o Instituto de Planejamento Econômico. Sua obra mais famosa é O melhor uso dos recursos econômicos (1959).
Em 1939 desenvolveu um modelo de programação linear que o levou a mostrar como a descentralização do processo decisório numa economia planificada depende de um sistema de preços no qual estes são determinados pela escassez dos recursos. Recebeu o prêmio Lenin em 1964, e em 1975 dividiu o Nobel de economia com Tjalling Koopmans.

## Obras
- com G.M. Fichtenholz: Linien- und Mehrfachintegrale (em russo), Leningrado-Moscou, GIRT, 1937
- Integrale und Fourierreihen (em russo), LGU, Leningrado 1940
- com G.P. Akilow: Funktionalanalysis in normierten Räumen, Akademie Verlag 1978
- com G.P. Akilow: Functional Analysis, 2ª. Edição, Pergamon Press 1982
- Tables for the numerical solution of boundary value problems: Of the theory of harmonic functions, Ungar 1963
- com Vladimir Ivanovich Krylov: Approximate methods of higher analysis, Interscience 1958, 1964
  - Edição em alemão: Näherungsmethoden der höheren Analysis, Hochschulbücher für Mathematik, Deutscher Verlag der Wissenschaften, Berlim 1956
- The best uses of economic resources, Harvard University Press 1965
- Essays on optimal planing, International Arts and Sciences Press 1976